# Katlewicz
Katlewicz (forma żeńska: Katlewicz; liczba mnoga: Katlewiczowie) – polskie nazwisko. Na początku lat 90. XX wieku w Polsce nosiło je zaledwie 11 osób.

## Etymologia
Brzmienie nazwiska Katlewicz - prawdopodobnie od: kocioł, ze staropolskiego kocieł; od białoruskiego katla, katła: "kocioł".
Nazwisko Katlewicz jest formą patronimiczną, czyli odojcowską. Nazw tego typu często używano na określenie wykonawców danego zawodu, czyli Katlewicz był synem Katła = kotlarza - wytwórcy/sprzedawcy kotłów. Por. też nazwę miejscową Katlewo z powiatu lubawskiego, województwo chełmińskie, będącą podstawą pokrewnego nazwiska – Katlewski.

## Osoby noszące nazwisko Katlewicz
- Jerzy Katlewicz (1927–2015) – polski dyrygent i pedagog, profesor Akademii Muzycznej w Krakowie.
- Zygmunt Katlewicz (1914–1986) – polski inżynier, konstruktor, pedagog.